# 欣嫩湖
53°19′27″N 13°11′17″E / 53.32417°N 13.18806°E

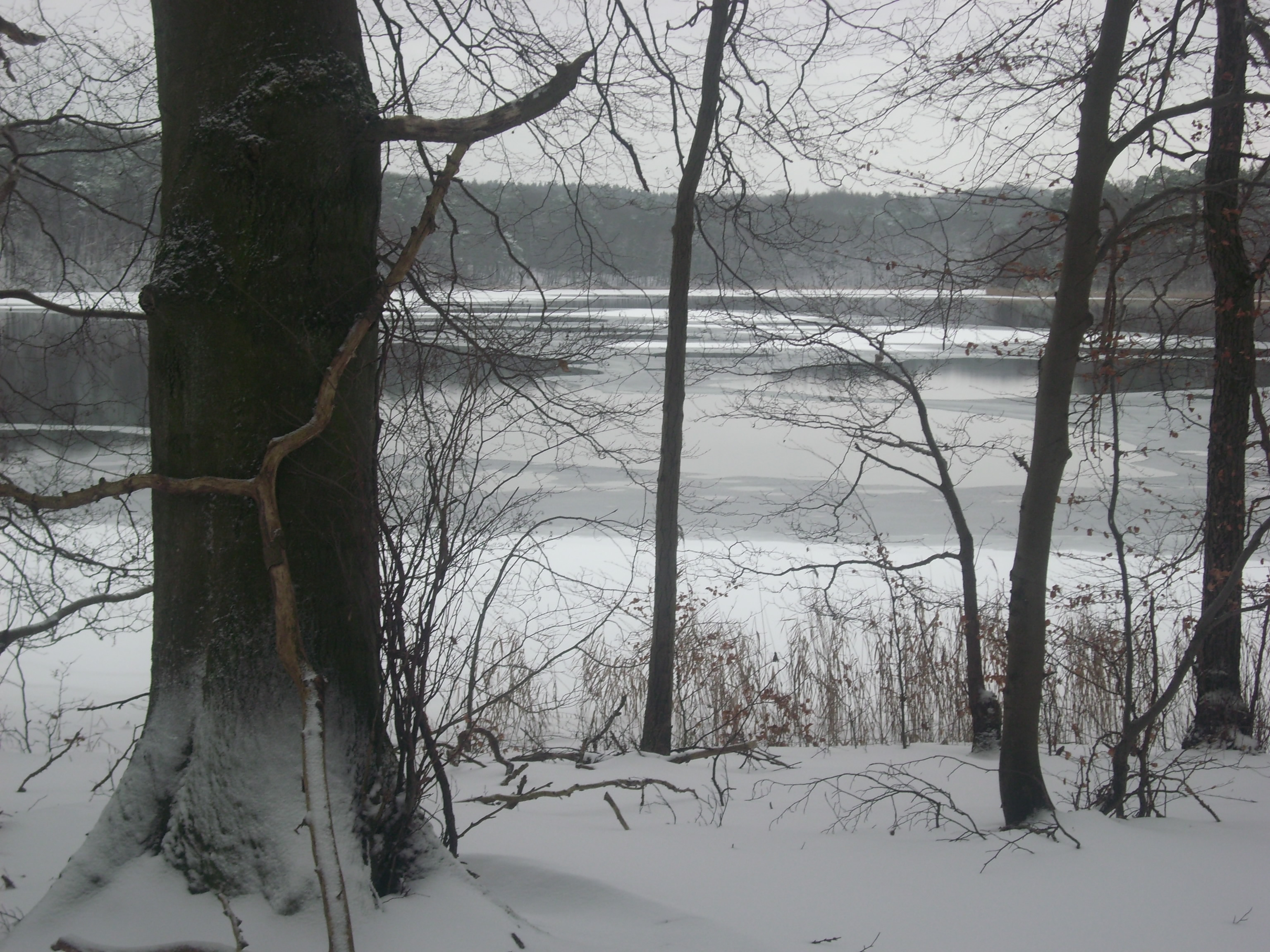

欣嫩湖（德語：Hinnensee），是德國的湖泊，位於該國東北部，由梅克倫堡-前波美拉尼亞州負責管轄，處於梅克倫堡湖區縣，長1.5公里、寬0.5公里，面積0.48平方公里，海拔高度64米，最大水深14米。